# 约翰·帕赫贝尔
约翰·帕赫贝尔（德語：Johann Pachelbel；1653年9月1日—1706年3月？日），德国巴洛克时期作曲家、管風琴家，先後曾在許多地方擔任過管風琴師的職位。帕海貝爾在音樂史上經常被忽略，他的作品也沒有獲得妥善的保管。他是「數字低音時代」的管風琴大師，事實上他的作品曾對巴赫產生過很大影響，巴赫的哥哥就曾在他門下學習。帕赫貝爾的一生寫了很多的教會音樂，因為他信奉當時新興的路德教派。著名作品包括眾贊歌前奏曲78首、由三把小提琴與數字低音的《D大調卡農與吉格》等。

## 生平
他年輕時在聖羅倫茲（St. Lorenz）高等學校就讀，跟隨海因里希·施威莫和喬治·卡斯珀·威克兩人學習作曲和樂器演奏的技巧。1669年6月29日，進入阿爾道夫學校，並在聖羅倫茲教堂內擔任管風琴師。一年後，因為經濟狀況被迫輟學，終止了他的大學教育。然而在隔年春天他因為在學術知識上展露的天分，而被選入另一所學院接受學者訓練，而且因為他在音樂上別有專精，學校更特許他在校外另外跟隨沃尔夫冈·普林茨學習作曲。
1673年追隨他的老師普倫次到維也納擔任聖史提芬教堂的管風琴師。維也納是個天主教城市，他也因此接觸到了德國南部和義大利的天主教音樂作品，在普倫次的影響下，逐漸將自己原有的北德風格轉向意大利風格。之後他進入了爱森纳赫擔任宮廷管風琴師，這是萨克森-艾森纳赫公爵，即約翰·喬治王子的轄地。5年後因為王子的哥哥過世，宮廷守喪，樂師都被裁撤，他於是在1678年5月18日離開爱森纳赫，到了艾爾福特的普雷迪格教堂。這個教堂對管風琴師的要求很嚴格，除了要伴奏新教派門徒演唱聖歌，還必須提供聖歌的前奏曲，不能即興亂彈。因此，他的管風琴技術便是在這個階段得以發揮，而且發表不少重要的管風琴作品，奠立了他巴洛克後期管風琴名家的聲望。 
1681年，28歲時娶芭芭拉蓋布勒（Barbara Gabler）為妻，巴巴拉和他们唯一的孩子后来死于瘟疫。隔年他再娶茱笛絲·卓默（Judith Drommer），茱笛絲為他生下了7名子女。爱森纳赫就是巴赫的故鄉，所以他與巴赫的父親也熟識，他還當了巴赫姐姐的教父，也負責教導巴赫的哥哥音樂。巴赫的父親去世之後，這位長兄就負責教育巴赫音樂，所以我們可以稱他為巴赫的師祖。 
離開了艾爾福特，來到符腾堡位於斯图加特的宮廷，这里是玛格达列娜女爵的轄地，這個地方給他很多專業上的自由度，可惜好景不长，在1692年秋，因為法國大軍入侵，他被迫返回出生地紐倫堡，最後輾轉到了哥达。碰巧出生地紐倫堡的聖塞巴德（St. Sebald）教堂的原任風琴師，也就是他的老師魏克過世，他得以順利接任老師之職位。他就在這裡一直待到他過世。在紐倫堡的五年間，他寫下了《感恩》（Magnificat）等重要的宗教合唱曲和管風琴賦格，被視為他晚年的代表作。

### 逝世
1706年，約翰帕赫貝爾去世，享年52歲，確切死亡日期不明，於3月9日下葬。由於當地習俗是在人死後三至四天安葬，估計去世日期為3月5日－3月6日。

## 作品
帕海貝爾在西洋音樂史上經常被忽略，他的重要性在於影響巴赫音樂的發展。他的重要作品是風琴曲，特別是他的众赞歌前奏曲。

### D大調卡農

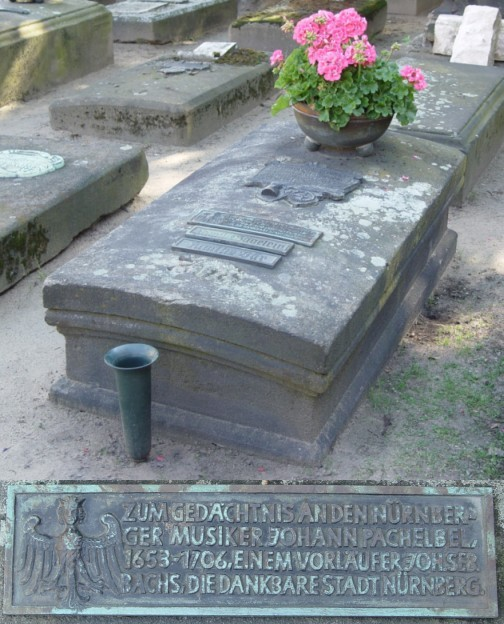
帕赫贝尔在纽伦堡圣罗格公墓的墓碑

帕赫贝尔的“卡農”是耳熟能詳的名曲，大約在1680年完成，是無數巴洛克佳作中的其中一首，以三部小提琴間隔兩小節演奏一首完全相同的曲調，工整精緻，「卡農」並非曲名，而是一種曲式，字面上意思是「輪唱」，簡單地講，就是有數個聲部的旋律依次出現，給人綿延不斷的感覺。

### 阿波羅的里拉琴
帕海貝爾寫了很多鍵盤曲目，《阿波羅的里拉琴》（Hexachordum Apollinis）就是其中的鍵盤曲目。这是一組六首不同調的詠嘆調和變奏曲（Aria and variation），他寫下這組曲，原本是送給费迪南·托比亚斯·里赫特和迪特里克·布克斯特胡德兩位作曲家。

## 延伸阅读
- Gauger, Ronald R. 1974. Ostinato Techniques in Chaconnes and Passacaglias of Pachelbel, Buxtehude, and J.S. Bach. Diss., University of Wisconsin.
- Malina, János. 1998. Liner notes to Pachelbel: Arias and Duets, Affetti Musicali cond. by János Malina. Hungaroton Classic, HCD 31736
- Nolte, Ewald V. 1954. The Instrumental Works of Johann Pachelbel (1653–1706): an Essay to Establish his Stylistic Position in the Development of the Baroque Musical Art. Diss., Northwestern University.
- Nolte, Ewald V. 1956. The Magnificat Fugues of Johann Pachelbel: Alternation or Intonation?, JAMS, ix (1956), 19–24.
- Nyquist, Roger T. 1968. The Influence of South German and Italian Composers on the Free Organ Forms of Johann Pachelbel. Diss., Indiana University.
- Sarber, Gayle V. 1983. The Organ Works of Pachelbel as Related to Selected Works by Frescobaldi and the South and Central German Composers. Diss., Indiana University.
- Woodward, Henry L. 1952. A Study of the Tenbury Manuscripts of Johann Pachelbel. Diss., Harvard University.